# Fabian Busch
Fabian Busch (Berlijn, 1 oktober 1975) is een Duits acteur.
Busch groeide op in Oost-Berlijn, waar zijn ouders variétédansers waren. Zijn vader werd nadien decorontwerper. Toen hij 13 jaar was, kreeg Busch al een klein rolletje en op zijn 15e kreeg hij een eerste kleine filmrol in Wolfgang Kohlhaases Inge, April und Mai. Twee jaar later speelde Busch zijn eerste hoofdrol in Matthias X. Obergs Unter der Milchstraße. Er volgden nog belangrijke rollen in Andreas Dresens Raus aus der Haut (1997), Hans-Christian Schmids 23 (1998), Rainer Kaufmanns Kalt ist der Abendhauch (1999) en Hendrik Handloegtens Liegen lernen (2002). Busch werd in 2000 voor de tv-film Zehn wahnsinnige Tage van Christian Wagner genomineerd voor de Duitse prijs van beste tv-acteur.

## Filmografie (selectie)

### Bioscoop
- 1993: Inge, April und Mai
- 1994: Unter der Milchstraße
- 1995: Südstern
- 1997: Dumm gelaufen
- 1998: 23 - Nichts ist so wie es scheint
- 2000: Kalt ist der Abendhauch
- 2000: Dogma 2000 - Unter Freunden
- 2000: Tatort - Quartett in Leipzig
- 2000: England!
- 2000: Vergessene Ritter
- 2000: Schneckentraum
- 2002: Schütze Holt!
- 2003: Ein Schiff wird kommen
- 2003: Vakuum
- 2003: Liegen lernen
- 2004: Farland
- 2004: SommerHundeSöhne
- 2004: Der Untergang
- 2004: Tramper
- 2004: Manson’s Dream
- 2006: Großstadträuber
- 2006: Kosher
- 2007: Video Kings
- 2008: Warten auf Angelina
- 2008: Die Tränen meiner Mutter
- 2008: Der Vorleser (The Reader)
- 2008: Finnischer Tango
- 2008: Evet, ich will!
- 2011: Gegengerade - 20359 St. Pauli
- 2012: Abseitsfalle
- 2014: Quatsch und die Nasenbärbande
- 2015: Vorstadtrocker
- 2015: Er ist wieder da
- 2016: Sex & Crime
- 2019: Cleo

### Televisie

#### Televisiefilms
- 1994: Deutschlandlied (driedeler)
- 1996: Kinder ohne Gnade
- 1997: Raus aus der Haut
- 1997: Leben in Angst
- 1998: Mein Kind muß leben
- 1998: Silberdisteln
- 1999: Einfach raus
- 1999: Zehn wahnsinnige Tage
- 2000: Deutschlandspiel
- 2000: 1000 Meilen für die Liebe
- 2002: Weihnachten
- 2002: Ich hab es nicht gewollt – Anatomie eines Mordfalls
- 2005: Die letzte Schlacht
- 2006: Denk ich an Deutschland in der Nacht… Das Leben des Heinrich Heine (tv)
- 2008: Die Jagd nach dem Schatz der Nibelungen
- 2008: Der Heckenschütze
- 2008: Sklaven und Herren
- 2010: Die Jagd nach der Heiligen Lanze
- 2011: Bermuda-Dreieck Nordsee
- 2012: Die Jagd nach dem Bernsteinzimmer
- 2013: Blutgeld
- 2013: Vom Fischer und seiner Frau
- 2013: Der zweite Mann
- 2014: Ein blinder Held – Die Liebe des Otto Weidt
- 2016: Der Hodscha und die Piepenkötter
- 2016: Ein gefährliches Angebot
- 2016: Sanft schläft der Tod
- 2017: Aufbruch ins Ungewisse
- 2018: Ausgerechnet Sylt
- 2019: Der Koch ist tot
- 2019: Der Sommer nach dem Abitur
- 2020: Spurlos in Marseille
- 2020: @Kalinka08 – Melde dich bitte
- 2022: Die Wannseekonferenz
- 2022: Der Spalter

#### Televisieseries
- 1995: Frankie (5 afleveringen)
- 1996: Girl friends – Freundschaft mit Herz (5 afleveringen)
- 1998–2006: Siska (verschillende rollen, 3 afleveringen)
- 1998: Sperling und das schlafende Mädchen
- 1999: Klemperer – Ein Leben in Deutschland (4 afleveringen)
- 1999–2014: Der Alte (verschillende rollen, 3 afleveringen)
- 2007: Tatort - Der Tote vom Straßenrand
- 2000: Tatort: Quartett in Leipzig
- 2000: Schimanski: Tödliche Liebe
- 2005: Berlin, Berlin - Das Hochzeitskleid
- 2007: Tatort: Der Tote vom Straßenrand
- 2007: Kommissarin Lucas – German Angst
- 2008: SOKO Kitzbühel - Mordkomplott
- 2010: KDD – Kriminaldauerdienst  Sicherheit
- 2010: Tatort: Der Schrei
- 2011: Der Kriminalist - Grüße von Johnny Silver
- 2012: Letzte Spur Berlin - Erlebensfall
- 2012: Tatort: Ordnung im Lot
- 2014: SOKO Köln - Der Anwalt und der Kommissar
- 2014: Tatort: Vielleicht
- 2014: Polizeiruf 110: Käfer und Prinzessin
- 2014: Spreewaldkrimi: Die Tote im Weiher
- 2015, 2018: Der Lack ist ab (3 afleveringen)
- 2017: Folge The Law of Vacant Places
- 2017: Der Traum von der Neuen Welt (4 afleveringen)
- 2017: Eine kleine Lüge (4 afleveringen)
- 2018: Tatort: Meta
- 2019: Dead End (6 afleveringen)
- 2020: Ein starkes Team: Abgetaucht
- 2020: Tatort: Rebland
- 2021: Der Zürich-Krimi: Borchert und der Mord im Taxi
- 2022: Erzgebirgskrimi – Verhängnisvolle Recherche
- 2023: Drift: Partners in Crime (10 afleveringen)
- 2023: Der Greif (3 afleveringen)

## Hoorspelen
- 2012: Und dann van Wolfram Höll, Regie: Cordula Dickmeiß (hoorspel – DKultur)
- 2012: Der Buddhist und ich van Mariana Leky, Regie: Petra Feldhoff (hoorspel – WDR)
- 2014: Liebe unter Fischen van René Freund, Regie: Beatrix Ackers (hoorspel – NDR)
- 2018: Das Hörspiel zu Babylon Berlin: Der nasse Fisch gebaseerd op de roman van Volker Kutscher (hoorspel – WDR/Radio Bremen/rbb)
- 2020: Das Hörspiel zu Babylon Berlin: Der stumme Tod gebaseerd op de roman van Volker Kutscher (hoorspel – WDR/Radio Bremen/rbb)
- 2021: Golgatha van Robert Weber (hoorspelserie – WDR)
- 2022: Das Hörspiel zu Babylon Berlin: Goldstein gebaseerd op de roman van Volker Kutscher (hoorspel – WDR/Radio Bremen/rbb)
- 2023: Slughunters - Jagd auf die Jäger van Bodo Traber (hoorspelserie – WDR)